# Kazimierz Jaworski (wiceminister)
Kazimierz Jaworski, właściwie Ignacy Seidel (ur. 6 maja 1910 w Szczawnem, zm. po 1957) – polski działacz państwowy i państwowy oraz inżynier budownictwa narodowości żydowskiej, podsekretarz stanu w Ministerstwie Budownictwa Przemysłowego (1955–1956) oraz Ministerstwie Budownictwa (1956–1957).

## Życiorys
Syn Adolfa i Fanny. Pochodził z rodziny żydowskiej, nazwiska Kazimierz Jaworski używał od 1942, a przybrał je formalnie w 1947. W 1928 ukończył IX Państwowe Gimnazjum im. Jana Kochanowskiego we Lwowie, a w 1933 studia ze specjalnością drogi i mosty na Wydziale Inżynierii Lądowej Politechniki Lwowskiej. Pracował następnie jako kierownik budowy we Lwowie, a od 1936 jako konstruktor-statystyk w pracowni architektonicznej J. Steinberga w Warszawie. Po wybuchu wojny powrócił do Lwowa, został kierownikiem odbudowy i głównym inżynierem budowlanym w państwowym monopolu spirytusowym. Po zajęciu miasta przez Wehrmacht ukrywał się, w 1942 dotarł w okolice Warszawy, gdzie został technikiem i zastępcą kierownika cegielni w Gołkowie, następnie pracował przy budowie spichlerzy w Iwicznej.
W styczniu 1945 wrócił do Warszawy. Wstąpił do Polskiej Partii Robotniczej (w 1948 przekształconej w Polską Zjednoczoną Partię Robotniczą), był członkiem egzekutyw OOP PPR/PZPR. Od lutego 1945 kierował odbudową wysadzonego przez Niemców Mostu Poniatowskiego. W latach 1946–1947 był dyrektorem Pierwszego Państwowym Przedsiębiorstwem Budowlanym, następnie dyrektorem technicznym Warszawskiego Zjednoczenia Państwowych Przedsiębiorstw Budowlanych (1947–1949). W 1949 został wicedyrektorem i następnie dyrektorem Departamentu Budownictwa Państwowej Komisji Planowania Gospodarczego, zaś w 1952 dyrektorem Biura Działu Budownictwa Prezydium Rządu. W latach 1952–1954 kierował ponadto Główną Komisją Kruszywa. Pełnił funkcję podsekretarza stanu w Ministerstwie Budownictwa Przemysłowego (kwiecień 1955 – lipiec 1956) i Ministerstwie Budownictwa (lipiec 1956 – marzec 1957). W sierpniu 1957 podczas wyjazdu służbowego do NRD przekroczył granicę z RFN i nie powrócił do kraju.

## Odznaczenia
W 1955 odznaczony Medalem 10-lecia Polski Ludowej.